# Simon Hiscocks
Simon John Hiscocks (Dorking, 21 de mayo de 1973) es un deportista británico que compitió en vela en la clase 49er. 
Participó en dos Juegos Olímpicos de Verano, obteniendo dos medallas en la clase 49er, plata en Sídney 2000 (junto con Ian Barker) y bronce en Atenas 2004 (con Christopher Draper).
Ganó cinco medallas en el Campeonato Mundial de 49er entre los años 2002 y 2006, y cinco medallas en el Campeonato Europeo de 49er entre los años 1998 y 2005.

## Palmarés internacional
| \| Juegos Olímpicos \| Juegos Olímpicos \| Juegos Olímpicos \| Juegos Olímpicos \| \| Año \| Lugar \| Medalla \| Clase \| \| ------------------ \| ------------------------ \| ----------------- \| ---------------- \| \| 2000 \| Sídney (Australia) \| Medalla de plata \| 49er \| \| 2004 \| Atenas (Grecia) \| Medalla de bronce \| 49er \| \| Campeonato Mundial \| \| \| \| \| Año \| Lugar \| Medalla \| Clase \| \| 2002 \| Kaneohe (Estados Unidos) \| Medalla de plata \| 49er \| \| 2003 \| Cádiz (España) \| Medalla de oro \| 49er \| \| 2004 \| Atenas (Grecia) \| Medalla de plata \| 49er \| \| 2005 \| Moscú (Rusia) \| Medalla de plata \| 49er \| \| 2006 \| Aix-les-Bains (Francia) \| Medalla de oro \| 49er \| \| Campeonato Europeo \| \| \| \| \| Año \| Lugar \| Medalla \| Clase \| \| 1998 \| Helsinki (Finlandia) \| Medalla de bronce \| 49er \| \| 2002 \| Grimstad (Noruega) \| Medalla de plata \| 49er \| \| 2003 \| Laredo (España) \| Medalla de plata \| 49er \| \| 2004 \| Torbole (Italia) \| Medalla de oro \| 49er \| \| 2005 \| Vallensbæk (Dinamarca) \| Medalla de oro \| 49er \| |                          |                   |       |
| Juegos Olímpicos |                          |                   |       |
| Año | Lugar                    | Medalla           | Clase |
| 2000 | Sídney (Australia)       | Medalla de plata  | 49er  |
| 2004 | Atenas (Grecia)          | Medalla de bronce | 49er  |
| Campeonato Mundial |                          |                   |       |
| Año | Lugar                    | Medalla           | Clase |
| 2002 | Kaneohe (Estados Unidos) | Medalla de plata  | 49er  |
| 2003 | Cádiz (España)           | Medalla de oro    | 49er  |
| 2004 | Atenas (Grecia)          | Medalla de plata  | 49er  |
| 2005 | Moscú (Rusia)            | Medalla de plata  | 49er  |
| 2006 | Aix-les-Bains (Francia)  | Medalla de oro    | 49er  |
| Campeonato Europeo |                          |                   |       |
| Año | Lugar                    | Medalla           | Clase |
| 1998 | Helsinki (Finlandia)     | Medalla de bronce | 49er  |
| 2002 | Grimstad (Noruega)       | Medalla de plata  | 49er  |
| 2003 | Laredo (España)          | Medalla de plata  | 49er  |
| 2004 | Torbole (Italia)         | Medalla de oro    | 49er  |
| 2005 | Vallensbæk (Dinamarca)   | Medalla de oro    | 49er  |